# Stratiomys annectens
Stratiomys annectens är en tvåvingeart som beskrevs av James 1941. Stratiomys annectens ingår i släktet Stratiomys och familjen vapenflugor. Inga underarter finns listade i Catalogue of Life.